# 悔悛する聖ヒエロニムス (ラ・トゥール)

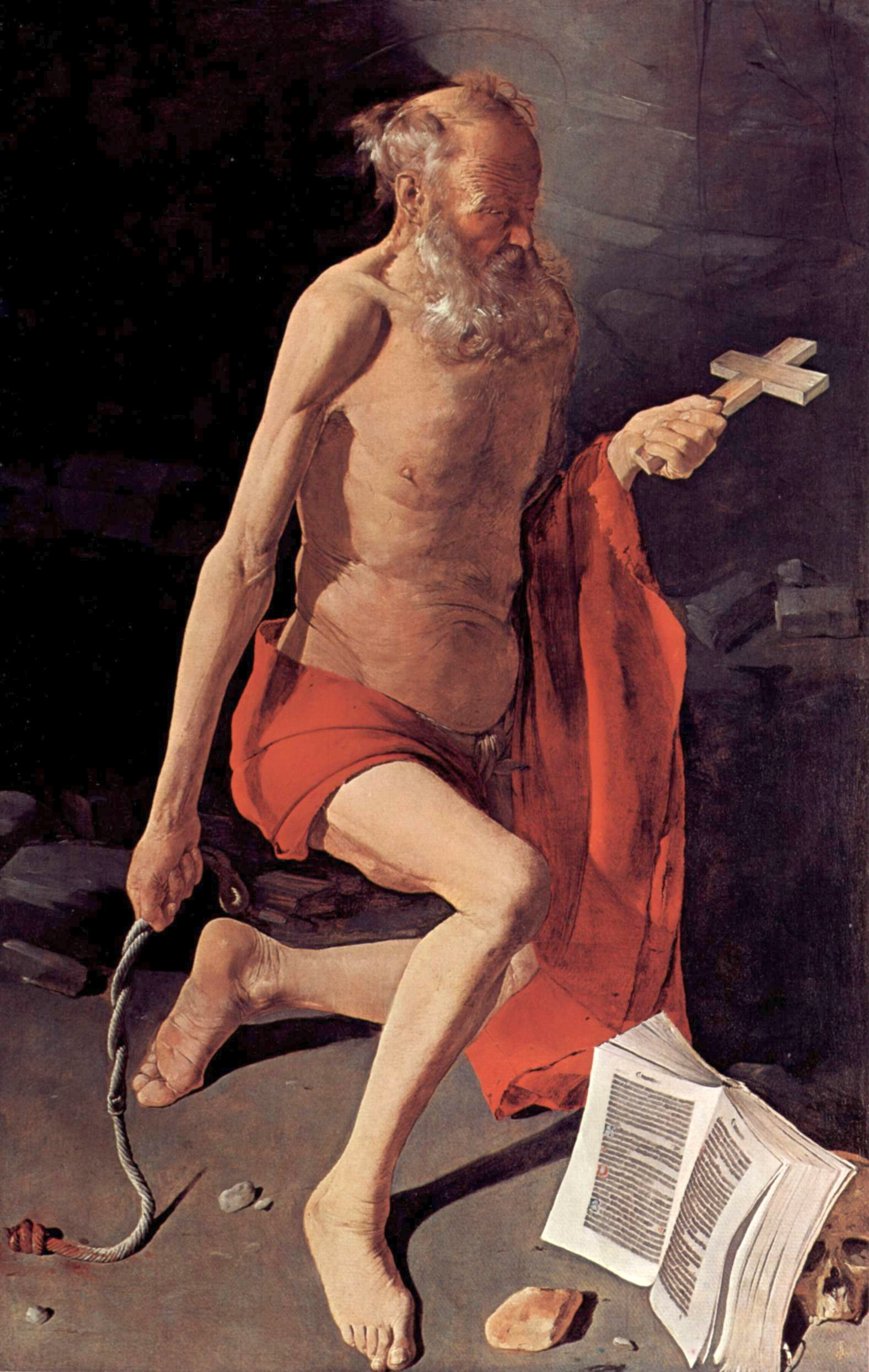
『悔悛する聖ヒエロニムス』 157 x 100 cm　グルノーブル美術館

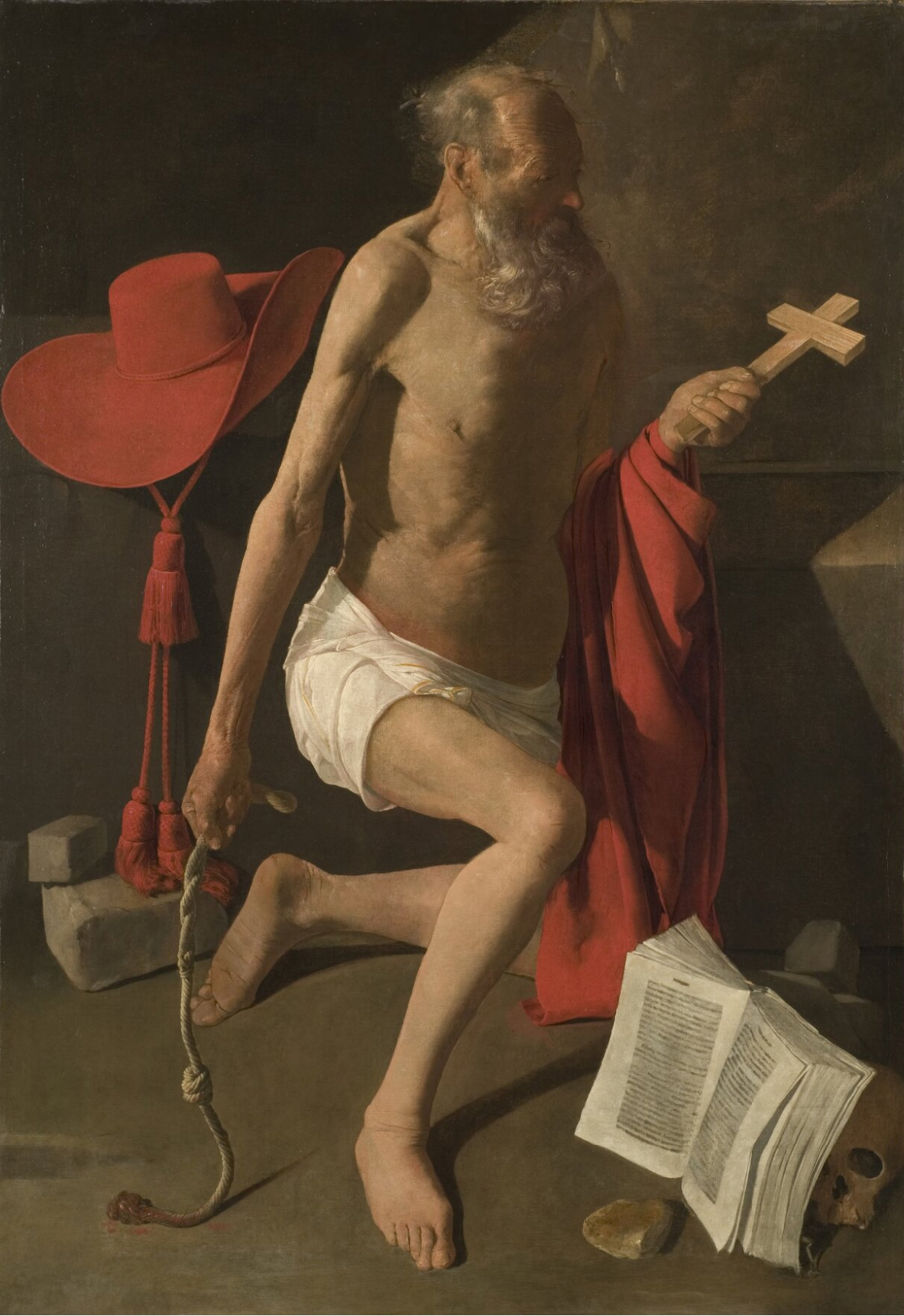
『悔悛する聖ヒエロニムス』152 x 109 cm　ストックホルム国立美術館

『悔悛する聖ヒエロニムス』（かいしゅんするせいヒエロニムス、仏: Saint Jérôme pénitent, 英: The Penitent St Jerome）は、フランス17世紀の画家ジョルジュ・ド・ラ・トゥールが1630-35年ごろに制作したキャンバス上の油彩画である。２点のヴァージョンがあり、それぞれフランスのグルノーブル美術館とスウェーデンのストックホルム国立美術館に所蔵されている。

## 概要
グルノーブルの作品は1799年にグルノーブルのあるイゼール県からグルノーブル美術館に贈られたもので、ストックホルムの作品はスウェーデン女王クリスティーナのコレクションから1917年にストックホルム国立美術館に入った。
1915年にナント美術館の『聖ヨセフの夢』、『聖ペテロの否認』およびレンヌ美術館の『新生児』をジョルジュ・ド・ラ・トゥールの作品であるとして、ジョルジュ・ド・ラ・トゥールを再発見したドイツの美術史家ヘルマン・フォスは、1931年に新たに『ダイヤのエースを持ついかさま師』(ルーヴル美術館)、『ハーディ・ガーディ弾き』(ナント美術館) とともに、２点の『悔悛する聖ヒエロニムス』をラ・トゥールに帰属した。
2点の『悔悛する聖ヒエロニムス』はラ・トゥールに帰属された当時、それまでに知られていたラ・トゥールのあふれるばかりの暖色に満ちた夜の情景の作品とは関連付けられないように思われた。実際、くっきりと浮かび上がる輪郭、青白く剥き出しの光、見事な筆さばきによる鋭い仕上がりは厳しい自然主義絵画のようで、ラ・トゥール以外の画家の手になるように見えたのである。
作品中の開かれている本は、カトリック教会の設立者である聖ヒエロニムスがヘブライ語からラテン語に訳したウルガタ版聖書を示唆している。結わえられたロープと十字架は砂漠における聖人の悔悛の時代を象徴している。彼は四分の三正面向きで描かれ、膝を地面についている。画家により細密に描かれた老人のほとんど裸の身体は印象的である。
グルノーブル美術館の作品は人物の肉づきが堅く、ストックホルム国立美術館の作品より先に制作されたものと思われる。後者には、枢機卿の帽子が描かれていることから、フランスのリシュリュー枢機卿が所蔵していた可能性が指摘されている。